# Возвращение живых мертвецов 2
«Возвращение живых мертвецов 2» (англ. Return of the Living Dead II) — американский комедийный фильм ужасов 1988 года режиссёра Кена Видерхорна, продолжение фильма «Возвращение живых мертвецов». Премьера фильма состоялась 8 января 1988 года. В США фильм собрал $9 205 924. Хотя фильм заявлен как продолжение, он в значительной степени копирует сюжетную линию первой части.

## Сюжет
Дождливой ночью военные перевозят через город в бочках тела с газом триоксин. Из за халатности от встряски ослабевает удерживающее бочки крепление на одном из грузовиков. Несколько бочек падает, одна из них скатывается в воду и уплывает по течению.
После того, как бочка застревает на искусственном заграждении возле кладбища, её находит Джесси Вильсон с приятелями-хулиганами Билли и Джеком, которые привели его на кладбище, чтобы провести издевательский «обряд посвящения» в их общество. Мальчишки  запирают Джесси в склепе и отправляются проверить содержимое бочки. Они вводят код, и триоксин вырывается на поверхность, распространяясь по кладбище с начавшимся дождем. Задыхаясь от ядовитого газа, подростки с трудом покидают место происшествия.
Джесси случайно выпускают из склепа пришедшие туда расхитители могил, Эд и Джоуи. Они снимают черепа покойников для спиритуалистов, и попутно крадут с них украшения. Подруга Джоуи, Бренда, сторожит машину, на которой они все приехали.
Дома Джесси находит комикс, в котором супергерой Masterman борется с чем-то, вырвавшимся из контейнера, похожего на тот, что он видел. Сбежав от своей старшей сестры Люси и приехавшего по вызову молодого телемастера Тома Эссекса (который оказался её бывшим одноклассником и явно не прочь возобновить знакомство), он в респираторе и водолазных очках возвращается к бочке и записывает телефонный номер, указанный на ней.
В коллекторе на него нападает вылезший из бочки мертвец Тармен, но Джесси удаётся столкнуть его в воду. Убегая он видит, как мертвецы начинают вылезать из могил. 
В это время расхитители безуспешно пытаясь убить зомби, покидают склеп. Убегая, Эд и Джоуи оказываются в окружении оживших мертвецов и пытаются спастись от них вместе с Брендой, которая пришла посмотреть, из-за чего они задержались.
Джесси прибегает домой и пытается предупредить Люси и Тома о мертвецах, но те ему не верят. Сестра запирает его в комнате, однако Джесси сбегает, имитировав пожар, и запирается в комнате родителей, где есть телефон. Джесси набирает телефонный номер с бочки и пытается сообщить о находке военным во главе с полковником Гловером.
Связь обрывается в тот самый момент, когда трубку берёт полковник , потому что Эд, Джоуи и Бренда в попытке сбежать на фургоне Тома сбивают телефонный «шкаф», оставив без связи весь квартал. В поисках помощи они забегают в дом Вильсонов. Поначалу им никто кроме Джесси не верит, но затем Эд достает из сумки ожившую голову. Герои убегают из дома, атакованного мертвецами, к соседу, доктору-пенсионеру Менделю, чтобы покинуть место происшествия на его машине и привести помощь.
Позднее, подъехав к полицейскому участку, они выясняют, что тот пуст, а улицы города полностью захвачены трупами. Тогда они решают отправиться в больницу, чтобы помочь Эду и Джоуи, у которых развиваются признаки сильного отравления и слабости. Больница тоже оказывается пустой. Доктор Мендель решает тряхнуть стариной и лично обследовать заболевших. Вскоре он приходит к выводу, что пациенты мертвы, и советует упаковать их в мешки.
Эд и Джоуи почему-то не согласны с поставленным диагнозом, и Бренда увозит их прочь, чтобы найти другого врача. Она находит на одной из улиц военный патруль во главе с сержантом, и просит их выпустить её из города. Когда она уже почти пришла к согласию с ними, Эд набрасывается на военных. Увезя умирающего Джоуи с места происшествия, Бренда затем вынуждена сама бежать от него, так как он хочет отведать её мозгов. Но вскоре она прекращает сопротивление и соглашается исполнить желание возлюбленного отдать себя в жертву.
Остальные герои в компании с доктором отправляются на медицинской машине к выезду из города, но военный кордон не пропускает их и открывает огонь, так как население эвакуировали. Вернувшись обратно в город, герои обнаруживают мертвецов, поедавших животных из зоомагазин. В гневе Том Эссекс сбил машиной одного из зомби,  который затем влетел в рекламный щит. Герои видят, как мертвец погибает от удара электротоком. Это даёт им идею заманить мертвецов на электростанцию при помощи телячьих мозгов с мясокомбината, и там прикончить всех разом.
На предприятии ребята проложили в лужи оголенные трансформаторные провода, но из-за умершего Билли, открывшего ворота для мертвецов, они ретируются в фургон, забыв рацию для связи с доктором Менделем, который должен был запустить электричество. Но позднее, благодаря смекалке Джесси и обрушению высоковольтных вышек удалось убить и Билли, и всех оставшихся мертвецов.  
Герои в воодушевленном настроении уходят с электростанции. Фильм заканчивается прибытием отряда военных, проводящих конечную зачистку. Один из солдат выжигает с огнемета лежащую в луже голову зомби (обезглавленную ранее Эдом), которая скажет :"Хватит на сегодня мозгов. Ты победил, пока что..."  

## Особенности
- В DVD-версии фильма заменены многие музыкальные композиции, включая звучащую при восстании живых мертвецов из могил. По словам Кена Видерхорна, это было сделано из-за проблем с правами на распространение музыки из театральной версии фильма на территории США[3].
- В этой части мертвецы становятся ещё более похожими на живых людей. Теперь они могут разъезжать по городу на машинах.
- В фильме «Возвращение живых мертвецов» выстрел в голову не мог убить живого мертвеца, единственный способ избавиться от него — сжечь дотла. В сиквеле появляется ещё один способ: мертвецы умирают от электротока высокого напряжения.
- Некоторые статисты получили двойную оплату за то, что им пришлось есть настоящие телячьи мозги в кадре.
- Сценарий Кена Видерхорна был написан ещё до выхода первой части живых мертвецов, как один из вариантов её. После выхода первого фильма его просто адаптировали, чтобы превратить его в сиквел.
- Когда герои едут в больницу, то один из них произносит, что ему кажется, что всё это уже было. Это можно посчитать отсылкой к первому фильму, так как оба актёра, игравшие гробокопателей, участвовали в нём, более того у их героев была аналогичная судьба.
- Когда живые мертвецы начинают погибать от тока высокого напряжения, в кадре появляется зомби в костюме, похожем на костюм Майкла Джексона в фильме «Thriller».

## В ролях
- Майкл Кенуорти — Джесси Уилсон
- Джеймс Карен — Эд, расхититель могил
- Том Метьюз — Джоуи, помощник Эда
- Сюзанн Снайдер — Бренда, девушка Джоуи
- Дана Эшбрук — Том Эссекс, мастер по ремонту телевизоров
- Марша Дайтлайн — Люси Уилсон
- Митч Пиледжи — сержант
- Джонатан Терри — полковник Гловер
- Тор Ван Линген — Билли
- Фил Брунс — Доктор Мендель

## Комментарии
1. ↑  В первом фильме эту фамилию носит один из главных героев, владелец фармацевтического склада Берт Вильсон.
2. ↑  В первом фильме полковник Гловер, также в исполнении Джонатана Терри[англ.], принимает звонок по номеру с бочки. Узнав об утечке он отдаёт приказ обстрелять место утечки ядерным снарядом.